# Timi (Zypern)
Timi (griechisch Τίμη, türkisch Ovalık) ist eine Gemeinde im Bezirk Paphos in der Republik Zypern. Bei der Volkszählung im Jahr 2021 hatte sie 1063 Einwohner.

## Name
Einige Gelehrte schreiben das Dorf als Tymi, da sie davon ausgehen, dass sein Name vom antiken Dyme (sowie dem Dorf Dymes) stammt, was sich wahrscheinlich auf antike Beziehungen zur Stadt Dyme in Achaia bezieht. Auf den offiziellen Karten ist das Dorf jedoch als Timi eingetragen und hat wahrscheinlich einen hagiographischen Ursprung.
Der Name könnte auch vom griechischen Wort timi abgeleitet sein, was „Ehre“ bedeutet, oder von anderen Verwandten dieses Wortes, die „wahr“ oder „ehrlich“ bedeuten. 1958 nahmen die Zyperntürken den alternativen Namen Ovalık an, was so viel wie „offene Ebene“ bedeutet.

## Lage und Umgebung

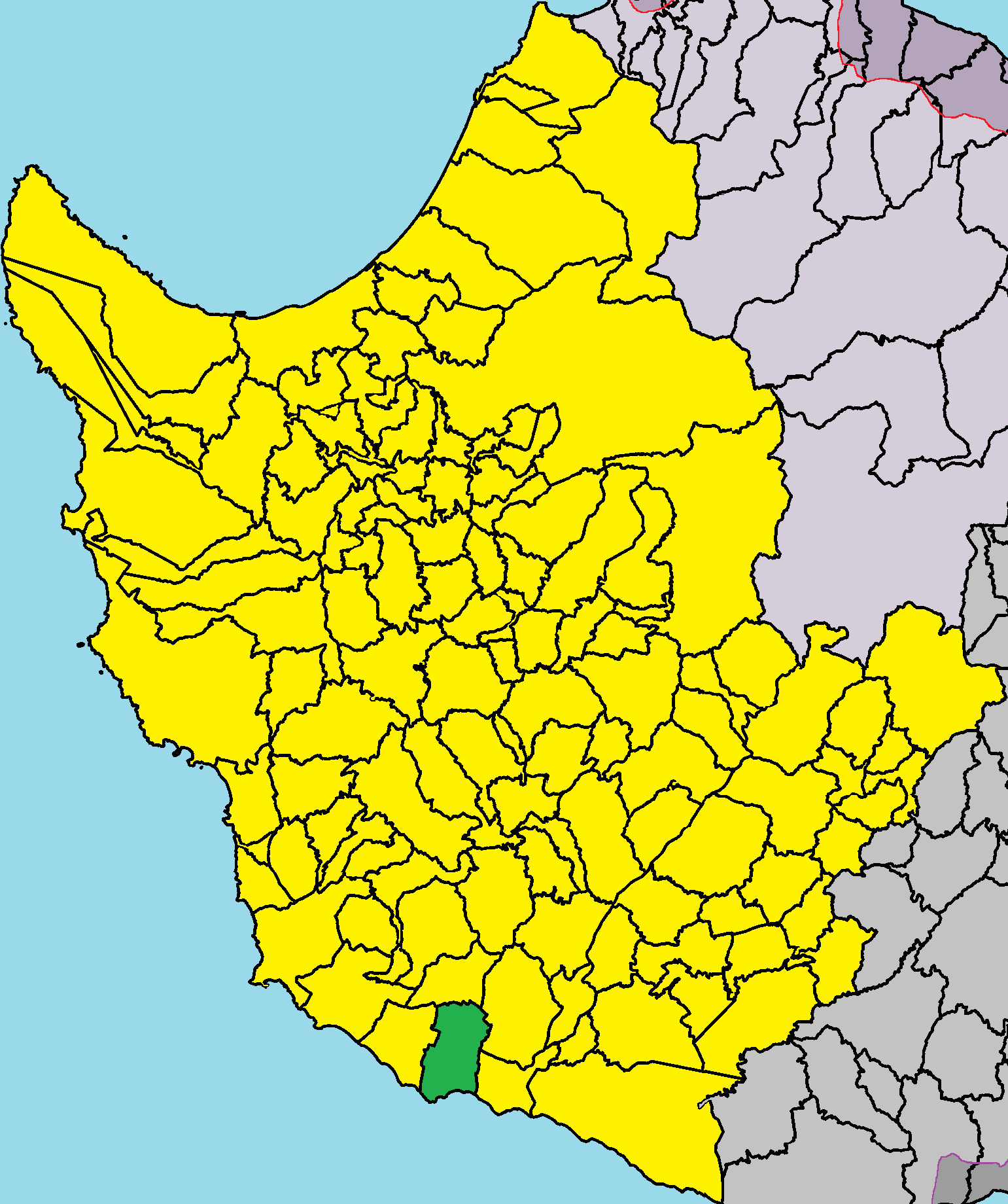
Lage im Bezirk Paphos

Timi liegt im Südwesten der Mittelmeerinsel Zypern auf einer Höhe von etwa 45 Metern, etwa 10 Kilometer südöstlich von Paphos, 55 Kilometer westlich von Limassol und 140 Kilometer südwestlich von Nikosia. Das 11,6082 Quadratkilometer große Dorf grenzt im Westen an Achelia, im Norden an Agia Varvara und im Osten an Anarita und Mandria. Der südliche Teil seines Verwaltungsgebiets liegt an der Küste. Das Dorf kann über die Straßen 	A6, B6, E606 und F622 erreicht werden.
Die durchschnittliche jährliche Niederschlagsmenge beträgt etwa 430 Millimeter. In der Umgebung werden Weinreben (Tafel- und Weinsorten), Zitrusfrüchte, Hülsenfrüchte (hauptsächlich Bohnen und in viel geringerem Maße Kichererbsen und Saubohnen), Getreide, Hülsenfrüchte, Oliven, Avocados, Bananen, Erdnüsse und verschiedene Gemüsesorten, darunter Kartoffeln, Erbsen, Zwiebeln, Karotten, Tomaten, Wassermelonen, Melonen, Artischocken, Rüben und andere Arten, angebaut. Geologisch betrachtet wird das Gemeindegebiet von den Ablagerungen der Pachnas-Formation (wechselnde Schichten aus Kreiden, Mergel und Sandsteinen), dem Schwemmland der Terrassen und den rezenten Schwemmlandablagerungen des Holozäns dominiert.

## Geschichte
Timi existierte im Mittelalter und ist auf alten Karten auch als Timi verzeichnet. Laut Louis de Mas Latrie war es während der Frankenzeit ein Lehen, das König Jakob II. dem Adligen Petros d’Avila verlieh. In antiken Quellen gibt es Hinweise auf Siedler aus Dyme von Achaia, die unter der Führung von Kepheus nach Zypern kamen.
Es ist nicht nachgewiesen, ob in derselben Gegend tatsächlich eine antike Siedlung namens Dyme existierte, doch ganz in der Nähe von Timi befindet sich eine archäologische Stätte aus prähistorischer Zeit, die auf die Spätbronzezeit datiert wird. Außerdem liegt das Gebiet des Dorfes an einem wichtigen Punkt zwischen dem antiken Palaiá Páphos und dem antiken Paphos. Das gesamte Gebiet gehörte zum Königreich Paphos und soll dicht besiedelt gewesen sein.

### Bevölkerungsentwicklung
Im Juni 1958 erfolgte die erste vorübergehende Vertreibung der Zyperntürken des Dorfes, nachdem viele Zyperngriechen aus umliegenden Dörfern sie eingeschüchtert hatten. Alle verängstigten Dorfbewohner suchten Zuflucht im türkischen Teil von Mandria und blieben dort drei Monate, bis die britische Regierung in Timi eine Polizeistation einrichtete und sie dann in ihre Häuser zurückkehrten. Im Januar 1964 verließen die Zyperntürken erneut ihre Häuser, um sich in Mandria in Sicherheit zu bringen, doch dieses Mal ließen sie sich überreden, nach nur zwei Tagen nach Timi zurückzukehren.
Aufgrund der Türkischen Invasion Zyperns von 1974 eroberten zyperngriechische Truppen nach einem kurzen Schusswechsel das türkische Viertel Timi. Alle Männer im kampffähigen Alter wurden verhaftet und in das Kriegsgefangenenlager von Geroskipou gebracht. Nach 66 Tagen Haft wurden sie mit zyperngriechischen Kriegsgefangenen ausgetauscht und in den Norden der Insel Zypern geschickt, der inzwischen unter türkischer Kontrolle stand. Während ihrer Gefangenschaft flohen einige der verbliebenen Dorfbewohner und suchten Zuflucht im britischen Stützpunktgebiet Akrotiri. Sie wurden im Januar 1975 über die Türkei nach Norden überstellt. Die übrigen in Timi verbliebenen Zyperntürken wurden schließlich am 16. August 1975 unter UNFICYP-Eskorte nach Norden evakuiert.
Das Dorf wird derzeit von seinen ursprünglichen Zyperngriechen und einer Reihe vertriebener Zyperngriechen aus dem Norden bewohnt, die sich im zyperntürkischen Viertel von Timi niedergelassen haben.
Die folgende Tabelle zeigt die Bevölkerung des Dorfes, wie sie in den in Zypern durchgeführten Volkszählungen erfasst wurde.
| Jahr      | 1881 | 1891 | 1901 | 1911 | 1921 | 1931 | 1946 | 1960 | 1976 | 1982 | 1992 | 2001 | 2011 | 2021 |
| Einwohner | 361  | 394  | 393  | 386  | 405  | 442  | 570  | 628  | 513  | 622  | 840  | 899  | 1220 | 1063 |